# Georgi Petrov Georgiev
Georgi Petrov Georgiev (Bulgaars: Георги Петров Георгиев; Kazanlik, 3 augustus 1985) is een Bulgaars voormalig wielrenner die in 2016 reed voor Team Lvshan Landscape.

## Overwinningen
2005
5e etappe Ronde van Roemenië
2008
 Bulgaars kampioen op de weg, Elite
2010
6e etappe Ronde van Marokko
4e etappe Tour of Victory
2e etappe Ronde van Bulgarije
2e etappe Ronde van Alanya
2013
2e etappe Ronde van Szeklerland
Eindklassement Ronde van Szeklerland
4e etappe Ronde van Bulgarije
2014
3e etappe Ronde van Servië
2016
2e etappe Ronde van Servië
 Bulgaars kampioen op de weg, Elite
Bergklassement Ronde van Ankara

## Resultaten in voornaamste wedstrijden
| Jaar |  | WK op de weg |
| ---- |  | ------------ |
| 2012 |  | 108e         |

## Ploegen
- 2004 –  Koloezdachen Klub Nesebar
- 2005 –  Nesebar
- 2009 –  Heraklion-Nessebar (tot 14-7)
- 2011 –  Tusnad Cycling Team
- 2014 –  China Wuxi Jilun Cycling Team (vanaf 15-10)
- 2016 –  Team Lvshan Landscape (vanaf 15-8)